# Otto Rank
Otto Rank, també Otto Rosenfeld, (22 d'abril de 1884, Viena - 31 octubre de 1939, Nova York), psicoanalista austríac. Otto Rank va ser un dels primers deixebles de Sigmund Freud i formava part dels seus col·laboradors de més confiança. Va ser secretari de l'Associació Psicoanalítica de Viena i (des de 1912 fins a 1924) membre del comitè editorial de la revista internacional de psicoanàlisi Imago. El 1919 va fundar l'editorial Internationalen Psychoanalytischen Verlag («Editorial Psicoanalítica Internacional»), institució que va dirigir fins al 1924. Les tesis sobre l'angoixa del naixement exposades en la seva obra principal Trauma der Geburt und seine Bedeutung für die Psychoanalyse (1924) (Trauma del naixement i el seu significat per a la psicoanàlisi) van conduir a un distanciament de Freud. Va ampliar l'abast de la psicoanàlisi al camp de la psicosi. El 1926 Rank es va mudar a París i el 1936 es va establir com a psicoterapeuta a Nova York. Va fundar l'escola casework que proposava una limitació del temps en què havia de transcórrer un procés de teràpia.

## A la Societat Psicoanalítica de Viena
El 1905, als 21 anys, Otto Rank va presentar a Freud un estudi que va impressionar tant a Freud que el va convidar a convertir-se en secretari de l'emergent Societat Psicoanalítica de Viena. Rank es va convertir així en el primer membre pagat del moviment psicoanalític i en la «mà dreta» de Freud durant gairebé 20 anys. Freud considerava que Rank, amb qui era intel·lectualment més íntim que els seus fills, era el més brillant dels seus deixebles vienesos.
Encoratjat i amb el suport de Freud, Rank va completar el «Gymnasium» o l'escola preparatòria per a la universitat, va assistir a la Universitat de Viena i es va doctorar en literatura el 1912. La seva tesi, sobre la saga Lohengrin, es va publicar el 1911, la primera tesi doctoral freudiana que es va publicar com a llibre.
Rank va ser un dels sis col·laboradors de Freud reunits en un «comitè» o «anell» secret per defensar el corrent psicoanalític a mesura que es desenvolupaven les disputes amb Alfred Adler i Carl Jung. Rank va ser l'autor més prolífic del «ring» a més de Freud mateix, ampliant la teoria psicoanalítica a l'estudi de la llegenda, el mite, l'art, la creativitat i El doble («Doppelgänger»). Va treballar estretament amb Freud, aportant dos capítols sobre mite i llegenda a La interpretació dels somnis. El nom de Rank va aparèixer sota el de Freud a la portada de l'obra més gran de Freud des de 1914 fins a 1930. Entre 1915 i 1918, Rank va exercir com a secretari de l’Associació Psicoanalítica Internacional que Freud havia fundat el 1910. Tothom en el petit món psicoanalític va entendre fins a quin punt Freud respectava Rank i la seva prolífica creativitat en l'expansió de la teoria psicoanalítica. Freud va anunciar al cercle íntim, ple de rivals gelosos, que Rank era «el meu hereu».
L'any 1924, Rank va publicar Das Trauma der Geburt (explorant l'art, el mite, la religió, la filosofia i la teràpia que es van il·luminar per l'ansietat de separació en la «fase abans del desenvolupament del complex d'Èdip». Però no hi havia aquesta fase en les teories de Freud. El complex d'Èdip, va explicar Freud, era el nucli de la neurosi i la font fundacional de tot art, mite, religió, filosofia, teràpia, de fet, de tota la cultura i civilització humanes. Era la primera vegada que algú del cercle íntim s'atrevia a suggerir que el complex d'Èdip podria no ser el factor causal suprem de la psicoanàlisi. Rank va encunyar el terme «pre-edípic» en un fòrum psicoanalític públic el 1925. En una autoanàlisi de 1930 dels seus propis escrits, Rank observa que «des d'aleshores Melanie Klein ha posat èmfasi excessivament al superego pre-edípic, sense cap mena de referència a mi».
Després d'algunes vacil·lacions, Freud es va distanciar de El trauma del naixement, indicant a altres membres del seu cercle íntim que Rank estava perillosament a prop de l'heretgia antiedípica. «Estic bullint de ràbia», va dir Freud a Sándor Ferenczi, aleshores el millor amic de Rank. Davant l'oposició decisiva de Freud, Rank va dimitir en protesta dels seus càrrecs de vicepresident de la Societat Psicoanalítica de Viena, director de l'editorial de Freud i coeditor d’Imago i Zeitschrift. Ferenczi, amb qui Rank havia col·laborat des del 1920 fins al 1924 en nous enfocaments experimentals, relacionats amb objectes i «aquí i ara» de la teràpia, vacil·lava sobre la importància de la teoria pre-edípica de Rank però no sobre les objeccions de Rank a la tècnica analítica clàssica.
La recomanació dels articles tècnics de Freud perquè els analistes no tinguessin emocions, segons Ferenczi i Rank (1924), havia portat a «una eliminació antinatural de tots els factors humans en l'anàlisi», i a «una teorització de l'experiència [Erlebnis]»: l'experiència sentimental de la relació intersubjectiva, dues experiències en primera persona, dins de la situació analítica. Segons Sandor Rado, un analista influent de Nova York que va ajudar a fundar el centre psicoanalític de la Universitat de Colúmbia, «La característica d'aquella època era la negligència de la vida emocional d'un ésser humà… Tothom buscava components orals, pregenitals i genitals en la motivació. Però que algunes persones són feliços, d'altres infelices, algunes tenen por o plenes d'ira, i d'altres amoroses i afectuoses, llegiu les històries de casos per esbrinar com aquestes diferències entre persones estaven absents de la literatura».
Tota l'experiència emocional dels éssers humans s'estava reduint per l'anàlisi a un derivat, per més disfressat que fos, de la libido. Per a Freud, l'emoció sempre va ser sexual, derivada d'un Id perillós que s'ha d'arrancar quirúrgicament: «On va ser Id [Wo es war]», va dir Freud de manera famosa, «hi haurà ego [soll ich werden]» (SE, 22: 80).
«La libido», segons l'obra de Freud de 1921 sobre Psicologia de les masses i anàlisi del jo (SE, 18: 90), «és una expressió extreta de la teoria de les emocions». L'emoció és la causa del trastorn neuròtic. Els augments de l'emoció, segons Freud, són desagradables. Curar, per a Freud, significa analitzar, “treballar” i, finalment, desarrelar les emocions del pacient, “com el drenatge del Zuyder Zee” (Freud, SE, 22:80). L'analista fa que l'inconscient sigui conscient proporcionant una visió cognitiva al pacient, sotmetent així l'impuls urgint de l'irracional, perquè les emocions —per l'Id— emergeixin de l'inconscient del pacient.

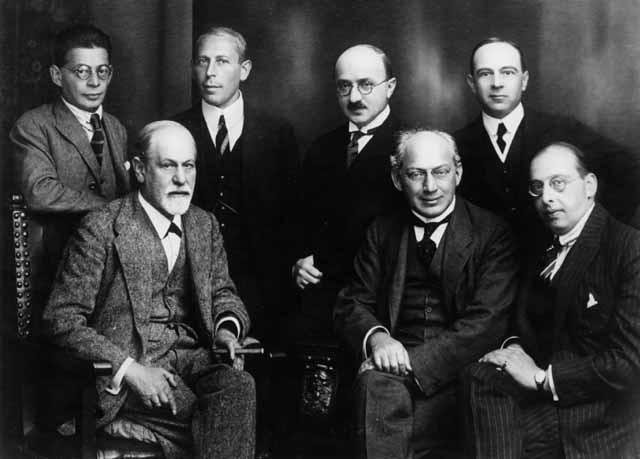
D'esquerra a dreta, asseguts: Sigmund Freud, Sándor Ferenczi i Hanns Sachs. De peu: Otto Rank, Karl Abraham, Max Eitingon i Ernest Jones. Foto 1922

En una conferència de 1927, Rank (1996) observa que «la teràpia quirúrgica és desarrelament i aïlla emocionalment l'individu, ja que intenta negar la vida emocional» (p. 169), el mateix atac que ell i Ferenczi havien fet contra la pràctica psicoanalítica en el seu treball conjunt. Reduir tota experiència emocional (tot sentiment, estimar, pensar i disposar) al sexe va ser un dels errors més grans de Freud, segons Rank, que va assenyalar per primera vegada aquesta confusió a mitjans dels anys vint. Les emocions, va dir Rank, són relacions. La negació de la vida emocional condueix a la negació de la voluntat, la vida creativa, així com a la negació de la relació interpersonal en la situació analítica (Rank, 1929–31).
Per a Freud, va dir Rank a Will Therapy (1929–31), «la vida emocional es desenvolupa a partir de l'esfera sexual, per tant, la seva sexualització en realitat significa emocionalització» (p. 165), dues experiències que els psicoanalistes van continuar combinant durant mig segle després de la mort de Freud. La psicoanàlisi no tenia cap teoria de l'experiència emocional i, per extensió, cap teoria de la intel·ligència emocional. Weinstein (2001) va identificar més de dues dotzenes d'articles a les principals revistes psicoanalítiques que criticaven la teoria incompleta i confusa de les emocions en psicoanàlisi. «Els comentaris van persistir fins a la dècada de 1990».
«L'empobriment emocional de la psicoanàlisi», va escriure Ernest Becker (1973) a The Denial of Death, que va estar fortament influenciat per les idees de Rank, «ha d'estendre's també a molts analistes mateixos i als psiquiatres que estan sota la seva ideologia. Aquest fet ajuda a explicar la terrible mort de l'emoció que un experimenta en entorns psiquiàtrics, el gran pes de l'armadura del personatge erigida contra el món» (p. 195n).
Escrit en privat el 1932, el Diari Clínic de Ferenczi va identificar les «causes personals del desenvolupament erroni de la psicoanàlisi». Segons Ferenczi, «…S'aprèn de [Freud] i del seu tipus de tècnica diverses coses que feien més còmode la vida i la feina: la reserva tranquil·la i sense emocions; la seguretat impertorbable que un sap millor; i les teories, la recerca i la troballa de les causes del fracàs en el pacient en lloc de parcialment en nosaltres mateixos… i finalment la visió pessimista, compartida només amb uns pocs, que els neuròtics són una xusma [Gesindel], bo només per recolzar-nos econòmicament i per permetre'ns aprendre dels seus casos: la psicoanàlisi com a teràpia pot ser inútil».
Després que Freud es girés en contra de Rank, Ferenczi va rebutjar públicament The Trauma of Birth, defugint Rank durant una reunió casual el 1926 a la Penn Station de Nova York. «Era el meu millor amic i es va negar a parlar amb mi», va dir Rank.
La ruptura de Ferenczi amb Rank va tallar les innovacions radicals a la pràctica i no va deixar ningú al cercle íntim que defensaria la psicoteràpia relacional, pre-edípica o «aquí i ara». La psicoanàlisi clàssica, seguint la línia dels escrits tècnics de Freud de 1911-1915, ara estaria arrelada als instituts de formació d'arreu del món. L'atac llançat el 1924 per Ferenczi i Rank contra l'augment del «fanatisme per la interpretació» i l'«eliminació antinatural de tots els factors humans» de la pràctica de l'anàlisi seria oblidat.
La teràpia relacional, expressiva i «aquí i ara» no seria acceptable per a la majoria dels membres de l’Associació Psicoanalítica Americana o l’Associació Psicoanalítica Internacional durant mig segle. «Aquells que van tenir la desgràcia de ser analitzats per [Rank] havien de sotmetre's a una segona anàlisi per tal de qualificar-se» per ser membres de l'Associació Psicoanalítica Americana. Pel que fa a l'anàlisi clàssica, Rank era mort.

## Vida i obra post-Viena
El maig de 1926, havent fet de la relació sentimental en l'«aquí i ara» central en la seva pràctica de psicoteràpia, Rank es va traslladar a París on es va convertir en psicoterapeuta d'artistes com Henry Miller i Anaïs Nin i va donar una conferència a la Sorbona (1985).
Nin va ser transformada per la seva teràpia amb Rank. En la seva segona visita a Rank, reflexiona sobre el seu desig de «renaixement», amb sentiment, com a dona i artista. Rank, observa, la va ajudar a moure's d'anada i tornada entre allò que podia verbalitzar als seus diaris i allò que romania sense articular. Va descobrir la qualitat i la profunditat dels seus sentiments en les transicions sense paraules entre el que podia dir i el que no podia dir. «Mentre parlava, vaig pensar en les meves dificultats per escriure, en les meves lluites per articular sentiments que no s'expressaven fàcilment. De les meves lluites per trobar un llenguatge per a la intuïció, el sentiment, els instints que són, en si mateixos, esquitius, subtils i sense paraules».
Segons Rank, tots els sentiments es basen en el present. A Will Therapy, publicat en alemany el 1929-1931, Rank utilitza el terme «aquí i ara» per primera vegada en la literatura psicoterapèutica: «Freud va fer històrica la repressió, és a dir, la va equivocar en la infància de l'individu i després volia alliberar-lo des d'allà, mentre que, de fet, la mateixa tendència funciona aquí i ara». En lloc de la paraula Verdrängung (repressió), que posava èmfasi en la repressió inconscient del passat, Rank va preferir utilitzar la paraula Verleugnung (negació), que se centrava, en canvi, en la voluntat emocional de romandre malalt en el present: «El neuròtic viu massa. en el passat [i] fins a aquest punt en realitat no viu. Pateix… perquè s'aferra [al passat], vol aferrar-s'hi, per protegir-se de l'experiència [Erlebnis], la rendició emocional al present».
A França i més tard a Amèrica, Rank va tenir un gran èxit com a terapeuta i escriptor entre 1926 i 1939. Viatjant sovint entre França i Amèrica, Rank va donar conferències a universitats com Harvard, Yale, Stanford i la Universitat de Pennsilvània sobre psicoteràpia relacional, vivencial i «aquí i ara», l'art, la voluntat creativa i la «neurosi com a fracàs en creativitat».
De la mateixa manera que Erik Erikson va ser el primer analista que es va centrar en la identitat i l'edat adulta, Rank va ser el primer a proposar que la separació dels pensaments, sentiments i comportaments antics és la quinta essència del creixement i desenvolupament psicològic. A finals de la dècada de 1920, després d'abandonar el cercle íntim de Freud, Rank va explorar com els éssers humans poden aprendre a afirmar la seva voluntat dins de les relacions i va defensar un grau màxim d'individuació (o «diferència») dins d'un grau màxim de connexió (o «semblança»). Els éssers humans necessiten experimentar tant la separació com la unió, sense vacil·lar sense parar entre els dos pols.
Prefigurant els temes centrals de Piaget, Kohlberg, McClelland, Erikson i Robert Kegan, Rank va ser el primer a proposar que el desenvolupament humà és una construcció de tota la vida, que requereix una negociació i renegociació contínues dels anhels duals d'individuació i connexió, la voluntat de separar i la voluntat d'unir-se. Dècades abans de Ronald Fairbairn, ara acreditat per molts com l'inventor dels anys quaranta de la teoria moderna de les relacions d'objectes, la conferència de Rank de 1926 sobre «La gènesi de la relació d'objectes» marca la primera declaració completa d'aquesta teoria. El 1926 Rank era persona non grata al món psicoanalític oficial. Hi ha poques raons per creure, per tant, que cap dels altres escriptors als quals se'ls atribueix l'ajuda a inventar la teoria de les relacions d'objectes (Melanie Klein o Donald Winnicott, per exemple) hagi llegit mai el text alemany d'aquesta conferència, publicada com a Zur Genese der Object-beziehung. al vol. 1 de la Genetische Psychologie de Rank (1927, pp. 110–22).
Rank va morir a la ciutat de Nova York el 1939 d'una infecció renal, un mes després del suïcidi assistit per un metge de Freud el Dia de l'Expiació dels Jueus. «Komisch» (estrany, estrany, còmic), va dir Rank al seu llit de mort.

## Influència
Rollo May, un pioner de la psicoteràpia existencial als Estats Units, va estar profundament influenciat per les conferències i els escrits post-freudians de Rank i sempre va considerar que Rank era el precursor més important de la teràpia existencial. Poc abans de la seva mort, Rollo May va escriure el pròleg de la col·lecció editada de Robert Kramer de conferències americanes de Rank. «Fa temps que considero que Otto Rank era el gran geni no reconegut del cercle de Freud», va dir May.
El 1924, Jessie Taft, una de les primeres filòsofes feministes, treballadora social i estudiant de George H. Mead, va conèixer Otto Rank. Després de convertir-se en la seva pacient, es va inspirar per desenvolupar la «teràpia de relacions» i, finalment, el «model funcional de treball social» a la Pennsylvania School of Social Work, tots dos basats explícitament en les idees de Rank. Taft (1958) va escriure la primera biografia de Rank i tenia una comprensió profunda del seu pensament sobre com la voluntat creativa sorgeix de la relació empàtica entre client i treballador social.
A més, va ser el treball de Jessie Taft i Frederick Allen a la Clínica d'Orientació Infantil de Filadèlfia el que va introduir a Carl Rogers, aleshores psicòleg del Departament d'Estudis Infantils de la Societat de Rochester per a la Prevenció de la Crueltat Infantil, a la «teràpia de relacions» com a aplicació pràctica. de les idees de Rank.
El 1936 Carl Rogers, influenciat pels treballadors socials del seu personal format a l'Escola de Treball Social de la Universitat de Pennsilvània, va convidar Otto Rank a donar una sèrie de conferències a Nova York sobre els models post-freudians de teràpia experiencial i relacional de Rank. Rogers es va veure transformat per aquestes conferències i sempre va acreditar a Rank que havia modelat profundament la teràpia «centrada en el client» i tota la professió de l'assessorament. «Em vaig infectar amb idees Rankianes», va dir Rogers.
L'escriptor de Nova York Paul Goodman, que va ser cofundador amb Fritz Perls del mètode de psicoteràpia Gestalt que fa que l'«aquí i ara» d'Otto Rank sigui central per al seu enfocament, va descriure les idees post-freudianes de Rank sobre l'art i la creativitat com «més enllà». elogis» a Gestalt Therapy. Erving Polster, un altre terapeuta Gestalt conegut, també es va veure fortament influenciat per la pràctica de Rank de centrar-se en l'«aquí i ara»: «Rank va portar la relació humana directament al seu despatx. Va influir en els analistes perquè es prenguessin seriosament la interacció actual entre el terapeuta i el pacient, en lloc de mantenir la relació fixa, distant i «com sí» que havia donat als analistes anteriors un amortidor emocional per examinar les intensitats de la sensació i el desig terapèutics. Les contribucions de Rank van obrir el camí perquè la trobada fos acceptada com un agent terapèutic profund».
Rank també va afectar la pràctica de teràpies reflexives i orientades a l'acció, com ara el joc de rol dramàtic i el psicodrama. «Tot i que no hi ha evidència d'una influència directa, les idees de Rank van trobar nova vida en el treball de psicoterapeutes d'acció com Moreno, que va desenvolupar una tècnica de psicodrama de duplicació… i Landy [director del programa de dramateràpia de la Universitat de Nova York], que va intentar conceptualitzar l'equilibri com una integració de rol i contrarol».

## Resum de les idees principals
Rank va ser el primer a veure la teràpia com una experiència d'aprenentatge i desaprenentatge centrada en els sentiments. La relació terapèutica permet al pacient: (1) aprendre maneres més creatives de pensar, sentir i estar en l'aquí-i-ara; i (2) desaprendre maneres autodestructives de pensar, sentir i estar en l'aquí i l'ara. Els patrons d'autodestrucció («neurosi») representen un fracàs de la creativitat i no, com va suposar Freud, una retirada de la sexualitat.
La psicologia de la creativitat de Rank s'ha aplicat recentment a l'aprenentatge per acció, un procés basat en la investigació de resolució de problemes en grup, creació d'equips, desenvolupament de líders i aprenentatge organitzatiu. L'aprenentatge d'acció transformador, sintetitzat per Robert Kramer a partir dels escrits de Rank sobre art i espiritualitat, implica persones reals que treballen sobre problemes reals en temps real. Una vegada que un entrenador d'aprenentatge ha creat un contenidor segur, les preguntes permeten als membres del grup «sortir del marc de la ideologia predominant», com va escriure Rank a Art and Artist, reflexionar sobre els seus supòsits i creences, i replantejar les seves opcions. El procés de «sortir» d'un marc, d'una forma de saber —una ideologia imperant— és anàleg al treball dels artistes que lluiten per fer néixer noves maneres de veure el món, perspectives que els permetin veure aspectes. del món que cap artista, inclòs ells mateixos, ha vist mai. El cor de l'aprenentatge d'acció transformadora, tal com ha desenvolupat Kramer, és fer preguntes poderoses per promoure el desaprenentatge o deixar anar suposicions i creences donades per fetes.
Els artistes més creatius, com Rembrandt, Miquel Àngel i Leonardo, saben separar-se fins i tot dels seus més grans èxits de públic, de les encarnacions artístiques anteriors d'ells mateixos. La seva «grandesa consisteix precisament en això d'arribar més enllà d'ells mateixos, més enllà de la ideologia que ells mateixos han fomentat», segons Art and Artist (Rank, 1932/1989, p. 368). A través de la lent del treball d'Otto Rank sobre la comprensió de l'art i els artistes, l'aprenentatge de l'acció transformadora es pot veure com el procés mai completat d'aprendre a «sortir del marc» de qualsevol mentalitat, sigui la pròpia o la de la cultura, en altres paraules., d'aprendre a desaprendre.
Comparant el procés de desaprenentatge amb el procés d'«esclat» del naixement, Rank va ser el primer psicòleg que va suggerir que una capacitat contínua de separar-se dels «objectes mentals interns», de les institucions interioritzades, creences i neurosis; de les restriccions de la cultura, la conformitat social i la saviesa rebuda - és la condició sine qua non per a la creativitat per a tota la vida.
En una conferència de 1938 a la Universitat de Minnesota, Rank va dir: «La vida en si mateixa és una mera successió de separacions. Començant amb el naixement, passant per diversos períodes de deslletament i el desenvolupament de la personalitat individual, i finalment culminant amb la mort, que representa la separació final. En néixer, l'individu viu el primer xoc de separació, que al llarg de la seva vida s'esforça per superar. En el procés d'adaptació, l'home se separa persistentment del seu vell jo, o almenys d'aquells segments del seu vell jo que ara han sobreviscut. Com un nen que ha superat una joguina, descarta les velles parts de si mateix per a les quals no té més ús… L'ego es trenca contínuament amb les seves parts gastades, que en el passat eren valuoses, però que no tenen valor en el present. El neuròtic [que no pot desaprendre i, per tant, no té creativitat] és incapaç d'aconseguir aquest procés normal de despreniment… A causa de la por i la culpa generada en l'afirmació de la seva pròpia autonomia, és incapaç d'alliberar-se i, en canvi, roman suspès sobre alguns. nivell primitiu de la seva evolució».
Replantejant la «resistència» com a funció creativa, no com a oposició a les interpretacions que ofereix el psicoanalista, Rank va definir la contravolunt en la relació terapèutica com un tret positiu que defensa la integritat del jo i ajuda en la individuació, el desaprenentatge i el descobriment del voler.
El desaprenentatge implica necessàriament la separació de l'autoconcepte, ja que s'ha condicionat culturalment per adaptar-se a les lleialtats familiars, grupals, ocupacionals o organitzatives. Segons Rank, desaprendre o sortir de la nostra closca des de dins és «una separació [que] és tan dura, no només perquè implica persones i idees que un venera, sinó perquè la victòria és sempre, a inferior, i d'alguna manera, va guanyar una part del propi ego».
En el context organitzatiu, aprendre a desaprendre és vital perquè el que assumim que és veritat s'ha fusionat amb la nostra identitat. Ens referim a la identitat d'un individu com a «mentalitat». Ens referim a la identitat d'un grup organitzatiu com a «cultura». Els aprenents d'acció aprenen a qüestionar, investigar i separar-se dels dos tipus d'identitat, és a dir, del seu jo «individual» i del seu jo «social». En obrir-se a la investigació crítica, comencen a aprendre a emancipar-se del que «coneixen»: aprenen a desaprendre.
El 1974, l'antropòleg cultural Ernest Becker va guanyar el premi Pulitzer per The Denial of Death (1973), que es basava en els escrits postfreudians de Rank, especialment Will Therapy (1929–31), Psychology and the Soul (1930) i Art and Artist (1932/1989). El llibre de Becker publicat pòstumament, Escape from Evil (1975) es va dedicar en gran manera a explorar la psicologia social de Rank arrelada en la idea de la història com una successió d'ideologies de la immortalitat. Una edició revisada d’Escape from Evil, conservant el seu missatge central, però canviant el seu to d'una anàlisi intel·lectual fosca a un enfocament relacional Rankià més esperançador de l'amor mutu per tal de transcendir la por a la vida i la por a la mort, està en preparació. Marie Becker i Robert Kramer.
A través de la influència dels escrits d'Ernest Becker, la dialèctica de Rank entre «por a la vida i por a la mort» ha estat provada experimentalment a Terror Management Theory pel professor de psicologia del Skidmore College Sheldon Solomon, el professor de psicologia de la Universitat d'Arizona Jeff Greenberg i la psicologia de la Universitat de Colorado a Colorado Springs. professor Tom Pyszczynski.
El sacerdot i teòleg nord-americà, Matthew Fox, fundador de la Creation Spirituality and Wisdom University, considera a Rank com un dels psicòlegs més importants del segle xx.
Stanislav Grof, un fundador de la psicologia transpersonal, va basar gran part del seu treball en psicologia prenatal i perinatal en The Trauma of Birth de Rank.
El 2008, la filòsofa Maxine Sheets-Johnstone va publicar The Roots of Morality (Pennsylvania State University Press). Compara favorablement el pensament de Rank amb el de René Descartes, Martin Heidegger i Jacques Derrida: «Com que les ideologies de la immortalitat van ser reconegudes originalment i, de fet, així les va anomenar Rank, un examen atent dels seus escrits sobre el tema no només és adequat, sinó que també és filosòficament gratificant… Rank va ser un dissident freudià que, en introduir el concepte d'ideologies de la immortalitat, va traçar les arrels històriques i psicològiques de la «creença de l'ànima» (Seelenglaube)… [El meu capítol] assenyala l'extraordinària coherència de la distinció de Rank entre el racional i l'irracional a la qüestió de la necessitat humana de les ideologies d'immortalitat». Sheets-Johnstone conclou el seu llibre amb una nota que recorda la súplica de Rank pel valor humà de l'amor mutu per sobre d'una visió intel·lectual àrid: «Segurament és hora que l’Homo sapiens sapiens s'allunyi de la recerca de la dominació sobre tot i comenci a cultivar i desenvolupar-se. la seva saviesa sapiencial en la recerca de cuidar, nodrir i enfortir el múscul més preuat que és el seu cor».

## Obra
- Der Künstler : Ansätze zu einer Sexual-Psychologie (1907)
- Der Mythus von der Geburt des Helden : Versuch einer psychologischen Mythendeutung (1909)
- Die Lohengrinsage : Ein Beitrag zu ihrer Motivgestaltung und Deutung (1911)
- Das Inzest-Motiv in Dichtung und Sage : Grundzüge einer Psychologie des dichterischen Schaffens (1912)
- Die Bedeutung der Psychoanalyse für die Geisteswissenschaften (mit Hanns Sachs; 1913)
- Don Juan, eine Gestalt (1914)
- Psychoanalytische Beiträge zur Mythenforschung (1919)
- Das Trauma der Geburt und seine Bedeutung für die Psychoanalyse (1924): Neuausgabe: Giessen: Psychosozial-Verlag, 2., unveränd. Nachdr. 2007, ISBN 978-3-89806-703-4
- Der Doppelgänger. Eine psychoanalytische Studie (1925), Neuausgabe: Wien: Turia & Kant, 1993, ISBN 978-3-85132-062-6
- A Psychology of Difference: The American Lectures, Princeton University Press, 1996, ISBN 0-691-04470-8
- Kunst und Künstler : Studien zur Genese und Entwicklung des Schaffensdranges, Erstveröff. des dt. Urmanuskriptes von 1932. - Gießen : Psychosozial-Verl., 2000, ISBN 3-89806-023-3
- Erziehung und Weltanschauung : Eine Kritik d. psychol. Erziehungs-Ideologie, München : Reinhardt, 1933
- Technik der Psychoanalyse (3 Bände; 1926-31), Neuausgabe: Gießen : Psychosozial-Verl., 2005
- Entwicklungsziele der Psychoanalyse: zur Wechselbeziehung von Theorie und Praxis (mit Sándor Ferenczi; 1924), Neuausgabe: Wien : Turia und Kant, 1995, 2. Aufl. 2009, ISBN 978-3-85132-493-8
- Der Mythos von der Geburt des Helden : Versuch einer psychologischen Mythendeutung, Nachdr. der 2. Aufl. von 1922. - Wien : Turia und Kant, 2000, 2. Aufl. 2009, ISBN 978-3-85132-498-3